# Imanan
Imanan est une commune rurale du Niger appartenant au département de Filingué dans la région de Tillabéri. Elle comptait environ 38 759 habitants en 2010.

## Géographie
La commune traversée par la vallée sèche du Dallol Bosso se trouve dans la zone agro-écologique du Sahel au nord, tandis que le sud fait partie de la zone de transition entre le Sahel et le Soudan.
|             | Filingué    |                 |
| Tondikandia | Imanan      | Kourfeye Centre |
|             | Tondikandia |                 |